# Султан-Мухаммед (мініатюрист)
Нізам-ед-Дін Султан-Мухаммед (*سلطان محمد نگارگر бл. 1470  —1555) — перський художник-мініатюрист часів Сефевідів, провідний маляр Тебризької школи.

## Життєпис
Про місце народження існують різні версії: на думку одних дослідників — якесь місто в північному Іраку (на це вказує прізвисько молодого художника — Іракі), або Тебриз, де він мешкав більшу частину життя.
Був учнем художника Ага-Мірека. Протягом 1495—1501 роках працював придворним художником при дворах володарів з династій Кара-Коюнлу і Ак-Коюнлу. Завдяки численним замовленням зумів створити кітабхане (майстерню), яка стала провідною в північному Ірані зі створення манускриптів.
З 1501 року, після встановлення влади Сефевідів в Тебризі, працював в шахський бібліотеці шаха Ісмаїла I. 1511 року призначено художнім вихованням шаха-заде Тахмасп, який на той час мешкав у Гераті (як намісник Хорасану). У 1520 році шах призначив Султан-Мухаммеда головою бібліотеки та шахської кітабхане. Шах-заде Тахмасп у 1522 році став шахом надав ще більше привілеїв художнику.
З середини 1540-х під впливом шаха Тахмаспа I та з огляду на вік став менше займатися малювання. Разом з тим продовжив працювати на створення фаянсу та ювелірних виробів. Помер у Тебризі у 1555 році.

## Творчість
Творами Султана-Мухаммада є ілюстрації до «Дивану» Хафіза (1526 року), «Дивану» Алішера Навої (1527 року), кінець «Шахнаме» Фірдоусі (1520—1538 роки), «Хамса» Нізамі (1539—1543 роки)), окремі мініатюри. Вони відрізняються динамічністю і вишуканою гармонією композиції, найтоншої декоративністю колориту, рисами реалістичною виразності в трактуванні пейзажу, поз і жестів людей і тварин. Шедевром вважається мініатюра «Двір Каюмарса», що була частиною «Шахнаме». Виконував також численні портретні мініатюри, Створював чудові ескізи перських килимів із зображенням сцен полювання, займався ювелірною справою і виробництвом напівфаянсу. Ним були створені годинник зі скринькою, з якої кожну годину з'являлася жіноча фігурка і вдаряла в гонг.